# USS LST-369
O USS LST-369 foi um navio de guerra norte-americano da classe LST que operou durante a Segunda Guerra Mundial.